# Schermersluis

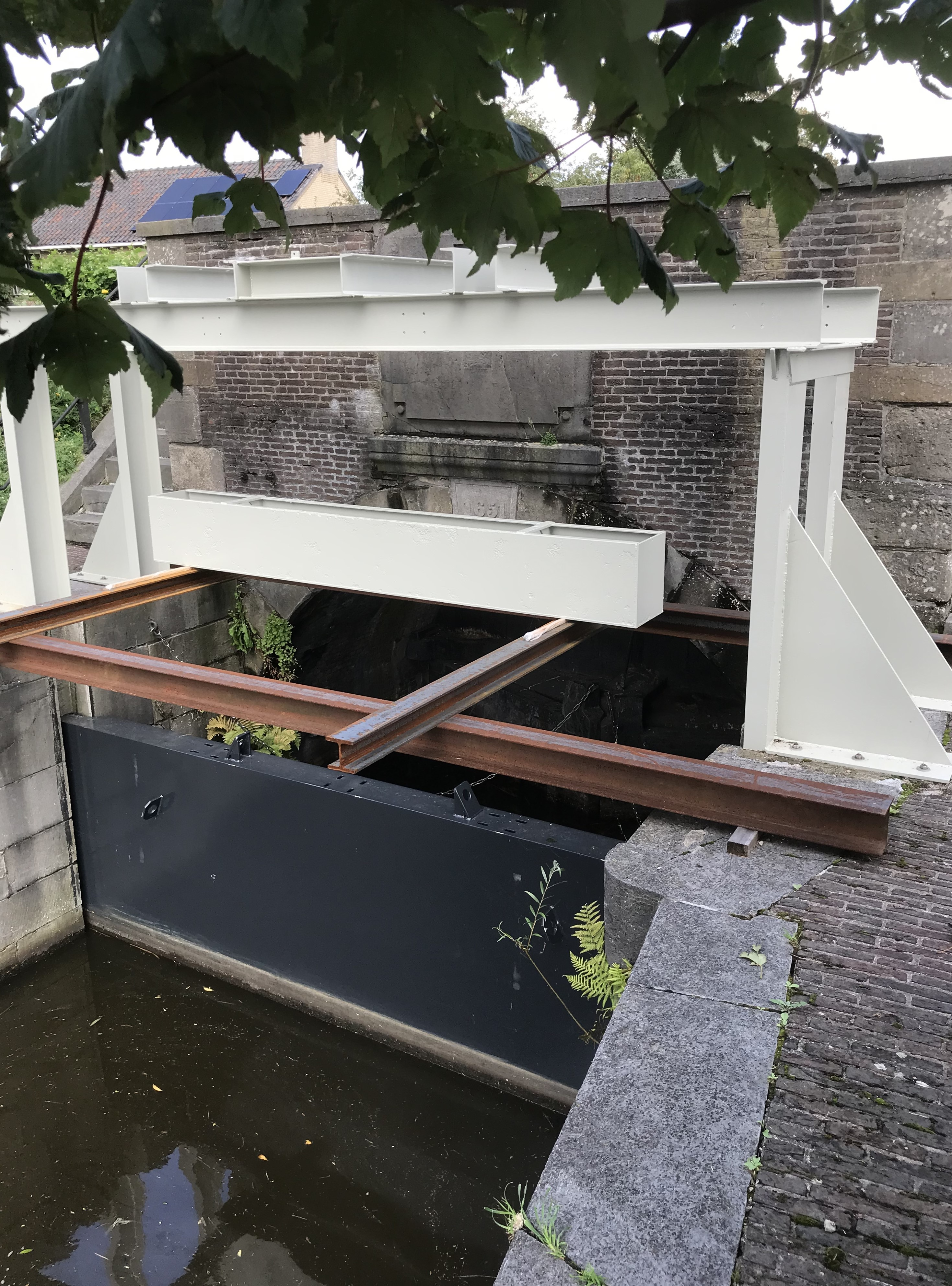
Spuisluis

De Schermersluis of Nauernasche sluis ligt in de Nederlandse buurtschap Nauerna (gemeente Zaanstad, provincie Noord-Holland). De sluis werd gebouwd om de Schermer droog te kunnen leggen.
De Schermersluis maakte deel uit van de waterwerken die noodzakelijk waren om het Schermermeer in de jaren 1633-1635 droog te leggen. Het verdwijnen van het meer maakte het werk voor de boezembeheerder, het Hoogheemraadschap van de Uitwaterende Sluizen in Kennemerland en West-Friesland, moeilijker. Er kon minder water worden geborgen waardoor er extra capaciteit nodig was om het water af te voeren naar zee. Het hoogheemraadschap wilde alleen met de inpoldering instemmen wanneer er twee afwateringen werden aangelegd, een naar de Zuiderzee in het noorden en naar het IJ. in het zuiden. Naar het zuiden kwam de Nauernasche Vaart, hiervoor werd de veenstroom Twisch mede gebruikt, met aan het einde, bij Nauerna, een spui- en schutsluis.
De sluis werd ontworpen door Willem Jansz Benning (1569/70-1636). Benning was een veelzijdig man, hij was onder andere sluiswachter in Edam en een ontwerper van sluizen. De Schermersluis werd in 1633 en 1634 gebouwd. De sluis was alleen geschikt voor boten waarvan de mast kon worden gestreken, boten met vaste masten en dus te hoog, moesten omvaren via de Zuiderzee.
Om de uitwateringscapaciteit te vergroten werd de sluis in 1651 vergroot en werd ernaast een duikersluis aangelegd. Deze duikersluis was voorzien van een klapdeur, bij een lagere waterstand in het IJ kon het water de vaart uitstromen. Was de waterstand in het IJ hoger, dan drukte het IJ water de klapdeuren dicht. Er is veel later ook een handmatig bediende hefdeur gebouwd, deze wordt alleen gesloten als extra bescherming. 
Omstreeks 1800 werd de sluis geheel vernieuwd. Bij deze werkzaamheden zijn twee gedenkstenen in de schutkolk geplaatst, maar met het verstrijken van de tijd zijn deze nagenoeg onleesbaar. Na deze vernieuwing konden schepen zonder de mast te strijken er doorheen varen. De oude sluis is een spuisluis geworden.
De sluis is sindsdien nog enkele malen verbouwd. De bestaande ophaalbrug is gebouwd in 1959.